# 個人貯蓄口座
個人貯蓄口座（英語: individual savings account, ISA ; アイサ [ˈaɪsə]）は英国居住者を対象とした小口投資口座である。 
税制優遇があり、税引後所得が口座支払となる。投資利回りの譲渡所得が非課税となる。口座からの引出制限はなく、担保資金は利用できない。年金商品とは異なるが、退職計画に有用である。
従業員株式所有プランなどの例外を除き、積立は現金である。成人向けISAはイギリス国民番号を持つ16歳以上のイギリス居住者が加入できるが、16−18歳の間は預金型かジュニアISAのみが対象となる。
成人向けISAには、株式型、預金型、イノベーティブ・ファイナンスの3種がある。

## 預金型ISA
£75,000まで金融サービス補償機構(FSCS)が保証する非課税口座であり、販売代理店は補償について告知する義務がある。銀行や住宅金融組合の他に投資会社が提供している。典型的な定期預金同様、締結から15日以内に口座開設が義務付けられているが、その間の遅延利息は計算外とする。

|  |

## 株式型ISA
|  |

資金は、以下の適格投資物件に運用される:
1. 現金
2. ユニット・トラストやオープン・エンド投資会社のようなUCITS認証ファンド
3. 多様な適用条件を満たす投資信託
4. 代替投資市場（AIM）、plus quoted、PLUS Listedなどを除く証券市場上場会社の株。非上場会社株、新株予約権、先物やオプションなど。2013年5月からAIM株式も対象となった.[6]
5. 国債、社債、無担保社債、ユーロ債などの公公共債。
6. 2014年7月1日から、複数の住宅金融組合が発行するコア資本劣後株や複数の保険証券が対象となった。

株式ISA（S&S ISA）で資金運用する際には請求に応じて情報提供が義務付けられているが、それに伴う遅延利息の損失が認められている。契約から30日以内に口座開設が義務付けられているが、その間の遅延利息は計算外とする

## イノベーティブ・ ファイナンスISA
2016年4月に開始し、 株式型と似ているがソーシャルレンディングが対象である。金融行動監督機構認可機関のみが対象であり、Crowd2FundやCrowdstackerなど8例以外の86事業者は承認待ちである。クラウドファンディングのようなエクイティ型P2Pは対象外である。
2016年11月1日から、企業や慈善団体が発行した社債など多くの譲渡債が対象に含められ、これらはP2P市場の有無に限定されない。 

## ジュニアISA
2011年11月1日に開始し当時は£3,600上限であったが、2014年7月に£4,000、2015-16年の会計年度では£4,080に増額した。18歳から成人向けISAに変更となる。成人向け同様に株式型と預金型の2種類があり、末期疾患治療の請求や預金者の死亡が確認されないかぎり口座からは引き出せない。
成人向けとは異なり預金型と株式型１つずつが所有可能であり、過去の口座が成人向けに転換可能である。

## 申請制限
各課税年度（4月6日から翌年4月5日）内で開設するISAの種類や投資累積金額に制限がある。 主要な制限事項は以下。
1. 制限は各個人口座ではなく運用会社に課せられることから、個人が直属の運用管理者経由で複数口座を開設できる。実際の規程は柔軟であり、投資責任者も柔軟に活用している。
2. 年間運用資金は成人ISAの上限金額を超えることがない。 別のISAでは使用できる。
3. 現在の課税年度内の新規出資金は直属の運用管理者が責任を負う。
例えば現在の運用資金を、購入口座、即利用口座、固定金利口座、変動金利口座、普通口座に分けるなど、運用管理者は一人で複数口座を開設できる。

これらの制限は、現在の課税年度中の出資金に適用される。 成人ISAでは申請することで、過去年度の口座から自由に管理者間で送金できる。
| 課税年度  | 成人上限額 | 若年上限額 |
| --------- | ---------- | ---------- |
| 2015/2016 | £15,240    | £4,080     |
| 2016/2017 | £15,240    | £4,080     |

## 送金規程
事業者間の送金は認められており、預金ISA間の送金は通常15営業日以内、その他の送金は、通常30日以内に完了しなければならない。

## フレキシブルISAの特徴
2016年4月6日から成人向けISAに導入される、同課税年度内に引出金入金規程であり、販売事業者には適用する義務はない。

## ライフタイムISA
住宅購入や退職を対象として2017年4月6日から導入すると2016年に発表された。18-40歳を対象として課税年度末に新口座開設可能であり、資金拠出期間を50歳、4,000ポンドを年間拠出限度額とする。投資対象は預金型及び株式型に準じ、口座数は問わない。住宅価格上限額は£450,000であり、売買が成立したかった場合は口座に払い戻される。他の年金同様に60歳以降、または残余寿命が1年未満と診断された際は無条件で引き出し可能である。相続税規程は他のISAと同様である。

## 他国の類例
非年金商品:
- 非課税貯蓄口座 (TFSA)(カナダ)

年金:
- IRA (アメリカ)
- 少額投資非課税制度（日本、略称：NISA）